# إيرين ريتشاردز
إيرين ريتشاردز (بالإنجليزية: Erin Richards)‏ هي ممثلة بريطانية، ولدت في 17 مايو 1986 في المملكة المتحدة.

## أعمال

### مسلسلات
- غوثام[6]

## وصلات خارجية
- إيرين ريتشاردز على موقع IMDb (الإنجليزية)
- إيرين ريتشاردز على موقع ألو سيني (الفرنسية)
- إيرين ريتشاردز على موقع أول موفي (الإنجليزية)
- إيرين ريتشاردز على موقع قاعدة بيانات الفيلم (الإنجليزية)
- إيرين ريتشاردز على موقع كينوبويسك (الروسية)